# Koszary przy ul. Sobieskiego w Toruniu
Koszary przy ul. Sobieskiego w Toruniu – zespół budynków koszarowych znajdujący się przy ul. Sobieskiego na Jakubskim Przedmieściu w Toruniu. Jest to największy zespół koszarowy w mieście. Został zbudowany w latach 1910–1915. W koszarach w budynku o numerze 28 swoją siedzibę ma Muzeum Artylerii w Toruniu (oddział Muzeum Wojsk Lądowych w Bydgoszczy), a przy numerze 36 Centrum Szkolenia Artylerii i Uzbrojenia im. gen. J. Bema w Toruniu.